# Odynerus niloticus
Odynerus niloticus är en stekelart som beskrevs av Henri Saussure. Odynerus niloticus ingår i släktet lergetingar, och familjen Eumenidae. Utöver nominatformen finns också underarten O. n. ebneri.